# Карл Тарбук
Карл Тарбук, у 1904—1919 роках — Тарбук фон Зенсенгорст (нім. Karl Tarbuk von Sensenhorst; 7 квітня 1881, Кремс-ан-дер-Донау — 22 грудня 1966, Відень) — австрійський і німецький офіцер хорватського походження, генерал-лейтенант вермахту.

## Біографія
Представник родини спадкових військових хорватського походження. Син фельдмаршал-лейтенанта Йоганна Тарбука фон Зенсенгорста і його дружини Матільди Йозефи, уродженої Байргаммер. Мав чотирьох братів (Ганс, Роберт, Фелікс і Фріц) і 2 сестри.
18 серпня 1901 року поступив на службу в австро-угорську армію. Учасник Першої світової війни, служив на штабних посадах. За бойові заслуги нагороджений численними нагородами. Після війни продовжив службу в австрійській армії.
Після аншлюсу перебував у розпорядженні командування 18-го армійського корпусу. В серпні 1939 року призваний на дійсну службу і призначений командиром 2-го земельного стрілецького полку (Кремс-ан-дер-Донау) і тилової ділянки «Моравія-Захід». З 15 листопада 1939 року — командир 540-ї дивізії особливого призначення (Брюнн), з 1942 року — одночасно земельний командувач у Моравії. 1 січня 1943 року відправлений у резерв фюрера, 1 квітня — у відставку.

## Звання
- Генерал-майор (27 лютого 1926);
- Фельдмаршал-лейтенант на дійсній службі (3 травня 1935);
- Генерал-лейтенант в розпорядженні (1 квітня 1939).

## Нагороди
- Ювілейний хрест (1908);
- Пам'ятний хрест 1912/13;
- Бронзова і срібна медаль «За військові заслуги» (Австро-Угорщина) з мечами;
- Хрест «За військові заслуги» (Австро-Угорщина) 3-го класу з військовою відзнакою і мечами;
- Орден Залізної Корони 3-го класу з військовою відзнакою і мечами;
- Почесний знак Австрійського Червоного Хреста, офіцерський хрест з військовою відзнакою;
- Орден Леопольда (Австрія), лицарський хрест з військовою відзнакою і мечами;
- Пам'ятна військова медаль (Австрія) з мечами;
- Пам'ятна військова медаль (Угорщина) з мечами;
- Почесний хрест ветерана війни з мечами;
- Медаль «За вислугу років у Вермахті» 4-го, 3-го, 2-го і 1-го класу (25 років);
- Хрест Воєнних заслуг 2-го і 1-го класу з мечами.